# Terratrèmols de Cap Mendocino

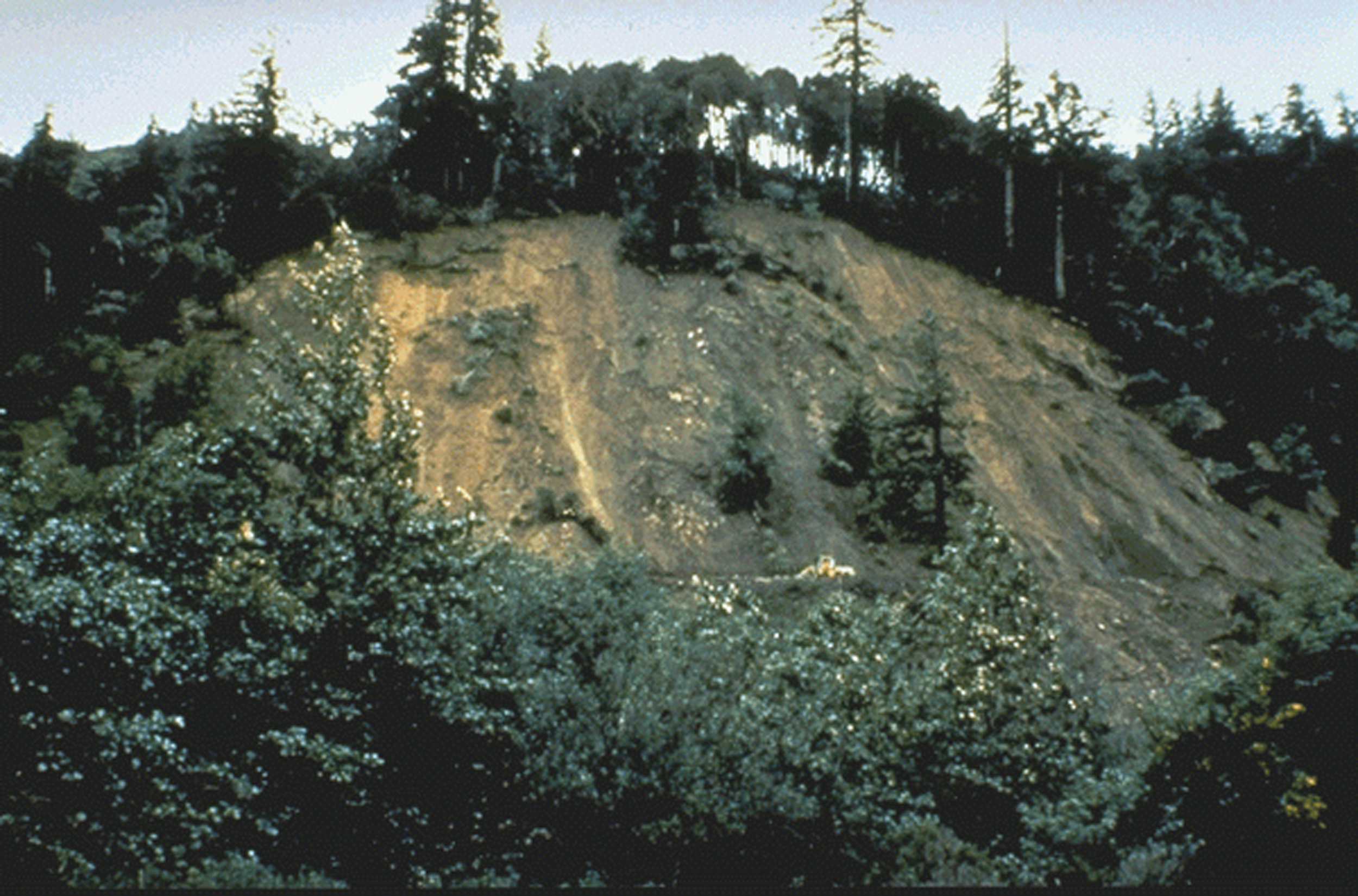
Esllavissada de terra posterior al terratrèmol

Els terratrèmols de Cap Mendocino van ser uns sismes que van sacsejar el Nord de Califòrnia entre els dies 25 i 26 d'abril de 1992. Els tres terratrèmols van assolir un rang de IX (violents) en l'escala de Mercalli i una magnitud de 7,2 en l'escala de Richter i van tenir centenars de rèpliques de diversa intensitat, algunes de les quals duraren fins a quinze segons seguits. El nom ve per la proximitat del Cap Mendocino a la zona més afectada (Zona de Fractura Mendocino), propera a la falla de San Andrés. Va ser el cinquè terratrèmol en magnitud de l'any 1992.
Els terràtremols s'originaren en una zona que és una triple cruïlla de plaques tectòniques, concretament en el punt d'unió de la placa de Gorda, la placa nord-americana i la placa pacífica on la primera placa pateix subducció. El material del mantell puja amb aquest moviment i quan es refreda causa alteracions en el sòl. És per això que la zona és considerada com d'alt risc sísmic (un 25% de l'energia sísmica de tota la regió prové d'aquest punt) i en general les poblacions veïnes tenen protocols preventius. En aquest cas l'epicentre estava prou allunyat de la costa i a prou profunditat (10,6 km des de la superfície) com per minimitzar els danys i el tsunami que es va generar va arribar amb una força moderada a Califòrnia 26 minuts després. Les onades van arribar fins a Alaska i Hawaii tres hores més tard i van colpejar la costa durant més de vuit hores fins que van recuperar el nivell habitual després del tercer terratrèmol i les seves rèpliques. No es va detectar fractura superficial del sòl. Més de 350 persones, tanmateix, van resultar ferides. 1300 persones van perdre casa seva, una xifra que no va ser major per la baixa densitat demogràfica de la zona.
Tot i així, l'acumulació de terratrèmols va provocar força afectació a la regió, de manera que el sisme es considera el més destructor a Califòrnia al segle XX després del terratrèmol de Loma Prieta en 1989. Les rèpliques van afectar tant el punt d'unió de les plaques com a la configuració de la placa més feble, la placa de Gorda, especialment en els sismes del dia 26. La població més danyada va ser Petrolia, per estar situada més a prop de l'epicentre. Allà s'hi van declarar nombrosos incendis posteriors al desastre. A la regió es van esfondrar cases, edificis públics, carreteres i altres infraestructures i el servei d'aigua i electricitat va quedar interromput. La major part d'aquests esfondraments es van produir per esllavissades de terra, algunes amb més de 150 m de recorregut, que van provocar danys en cadena. La línia de costa es va elevar fins a un metre en alguns punts, com prova l'anàlisi de sediments. Les pèrdues econòmiques es van calcular en 66 milions de dòlars.